# Godefroid Guffens

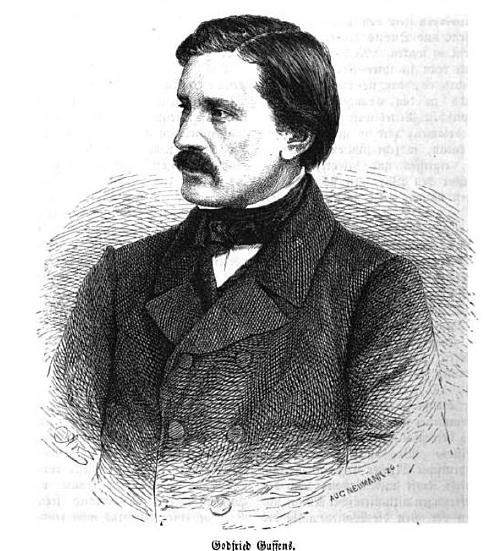
Godefroid Guffens.

Godefroid Égide Guffens, född den 22 juli 1823 i Hasselt, död den 11 juli 1901 i Schaerbeek, var en belgisk målare.
Guffens utbildade sig tillsammans med sin vän och landsman Jan Swerts under Nicaise de Keysers ledning i Antwerpen. De båda kamraterna gjorde vidlyftiga resor i Italien och Tyskland för att studera det monumentala måleriet, vilket de sedan införde och med framgång övade i sitt fädernesland. Bland deras arbeten kan nämnas väggmålningarna i Antwerpens börs (förstörda vid branden 1858), i Sankt Georgskyrkan i Antwerpen (1864), i rådhusen i Ypern och Courtrai, domen i Prag och kyrkor i England. Guffens målade även i olja (historiska bilder och porträtt).